# 臺中市政府原住民族事務委員會
臺中市政府原住民族事務委員會（簡稱臺中市原民會）是中華民國臺中市政府一級機關，負責臺中市台灣原住民族相關事務，並設置22名族群委員以供諮詢。

## 歷史
- 2010年12月25日，臺中市縣合併，「臺中市政府原住民事務委員會」成立。
- 2014年2月21日，由陽明大樓搬遷至原臺中市議會第二辦公大樓。3月26日，更名為「臺中市政府原住民族事務委員會」，以符合《原住民族基本法》的明確定義與精神。

## 歷任首長
主任委員
| 任別 | 姓名                       | 就職時間       | 卸任時間       | 族群     | 備註                                                             |
| ---- | -------------------------- | -------------- | -------------- | -------- | ---------------------------------------------------------------- |
| 1    | 林益陸（Pilin-Suyan）      | 2010年12月25日 | 2012年9月2日   | 泰雅族   | 原行政院原住民族委員會科長                                       |
| 2    | 吉娃思·巴萬（Ciwas Pawan） | 2012年9月3日   | 2014年12月25日 | 賽德克族 | 弘光科技大學幼保系專任教授、弘光科技大學原住民族學生資源中心主任 |
| 3    | 馬耀·谷木（Mayaw Kumud）   | 2014年12月25日 | 2018年2月1日   | 阿美族   | 台灣基督長老教會牧師，原民主進步黨原住民族事務部主任             |
| 4    | 全秋雄                     | 2018年2月1日   | 2018年12月24日 | 布農族   | 原臺中市原民會主任秘書                                           |
| 5    | 林益陸（Pilin-Suyan）      | 2018年12月25日 | 2022年12月25日 | 泰雅族   | 回任                                                             |
| 代理 | 楊馨怡                     | 2022年12月25日 | 2024年1月3日   |          | 主任秘書兼代理主委                                               |
| 6    | 楊馨怡                     | 2024年1月3日   | 現任           |          | 代理主委真除                                                     |

## 組織架構
- 主任委員（委員會：設22名族群委員，和平區區長、臺中市勞工局局長、臺中市農業局局長為當然委員）
  - 主任秘書
  - 專門委員

行政部門
- 綜合企劃組
- 文教福利組
- 經濟建設及土地管理組
- 人事管理員
- 會計員

## 相關人員
臺中市原住民議員
- 第一屆：黃仁（平地）、林榮進（山地）
- 第二屆：洪金福（平地）、朱元宏（山地）
- 第三屆：黃仁（平地）、林榮進（山地）、朱元宏（山地）

## 外部連結
- 臺中市政府原住民族事務委員會 （页面存档备份，存于） （繁體中文）（英文）
- 臺中市政府原住民族事務委員會的Facebook專頁